# Xander Berkeley
Xander Berkeley (förnamnet uttalas Zăn·dər), född Alexander Harper Berkeley 16 december 1955 i Brooklyn i New York, är en amerikansk skådespelare.
Berkeley har medverkat i över 80 filmer, men haft få huvudroller.

## Karriär
Han debuterade 1981 och syntes i småroller i bland annat M*A*S*H, Cagney och Lacey, Remington Steele, Miami Vice, Par i brott och The A-Team. Även då hans namn inte var helt välkänt blev hans ansikte mer och mer välkänt vid 1990-talet. Hans senare gästroller i TV inkluderar Arkiv X, CSI, Cityakuten och I lagens namn.
Han har medverkat i filmer som Terminator 2 - Domedagen, På heder och samvete, Candyman, Apollo 13, Farväl Las Vegas, Gattaca, Air Force One, Sid & Nancy, Spawn, Amistad, Shanghai Noon och Timecode. Många av hans tidiga roller var i filmer av regissören Alex Cox och de flesta av hans karaktärer har varit osympatiska.
År 2001 gjorde Berkeley en återkommande gästroll i 24 som George Mason, chefen för Antiterroristbyrån. 
Berkeley gifte sig 2002 med skådespelaren Sarah Clarke. 2006 födde hon deras dotter Olwyn Harper Berkeley. 2018 sålde paret sitt hus i Hollywood Hills.
Berkeley har också gjort röster i animerade serier såsom Aaahh!!! Real Monsters och Gargoyles.
Berkeley var med i filmatiseringen av Tjechovs pjäs Körsbärsträdgården.
Han är också målare och skulptör. Han är dessutom en duktig make up-artist och designade bland annat sitt eget smink till en episod i TV-serien 24, där hans karaktär lider av den nedbrytande effekten av strålningsjuka.

## Filmografi i urval
- 1981 – M*A*S*H (TV-serie) (1 avsnitt)
- 1981 – Mommie Dearest
- 1982 – Hulken (TV-serie) (1 avsnitt)
- 1983 – Remington Steele (TV-serie) (1 avsnitt)
- 1983 – Cagney och Lacey (TV-serie) (1 avsnitt)
- 1983–1984 – The A-Team (TV-serie) (2 avsnitt)
- 1984 – Maktkamp på Falcon Crest (TV-serie) (1 avsnitt)
- 1985 – V (TV-serie) (1 avsnitt)
- 1986 – Par i brott (TV-serie) (1 avsnitt)
- 1986 – Sid & Nancy
- 1987–1989 – Miami Vice (TV-serie) (2 avsnitt)
- 1989 – De fantastiska Baker Boys
- 1990 – Fader Dowlings mysterier (TV-serie) (1 avsnitt)
- 1990 – Misstänkta förbindelser
- 1990 – Svindlarna
- 1990 – The Rookie - Nykomlingen
- 1991 – Terminator 2 - Domedagen
- 1992 – Candyman
- 1992 – På heder och samvete
- 1993 – Arkiv X (TV-serie) (1 avsnitt)
- 1994 – Roswell - besökare från det okända
- 1994 – Spanarna (TV-serie) (1 avsnitt)
- 1995–1997 – Aaahh!!! Real Monsters (TV-serie) (röstroll, 12 avsnitt)
- 1995 – Apollo 13
- 1995 – Farväl Las Vegas
- 1995–1996 – Gargoyles (TV-serie) (röstroll, 2 avsnitt)
- 1995 – Heat
- 1995 – Safe
- 1996 – Barb Wire
- 1996 – Mighty Ducks (TV-serie) (röstroll, 1 avsnitt)
- 1996 – Nash Bridges (TV-serie) (1 avsnitt)
- 1996 – The Rock
- 1997 – Air Force One
- 1997 – Amistad
- 1997 – Gattaca
- 1997 – Yrke: Polis (TV-serie) (1 avsnitt)
- 1998 – Cityakuten (TV-serie) (1 avsnitt)
- 1999 – The Cherry Orchard
- 1999 – Universal Soldier – Återkomsten
- 2000 – Shanghai Noon
- 2000 – Timecode
- 2001–2003 – 24 (TV-serie) (27 avsnitt)
- 2001 – Batman Beyond (TV-serie) (röstroll, 1 avsnitt)
- 2001 – Storytelling
- 2003–2004 – CSI: Crime Scene Investigation (TV-serie) (5 avsnitt)
- 2004–2005 – Teen Titans (TV-serie) (röstroll, 3 avsnitt)
- 2005 – I lagens namn (TV-serie) (1 avsnitt)
- 2005 – North Country
- 2006 – Seraphim Falls
- 2006 – Vita huset (TV-serie) (1 avsnitt)
- 2007 – Bones (TV-serie) (1 avsnitt)
- 2007 – Law & Order: Criminal Intent (TV-serie) (1 avsnitt)
- 2007 – Standoff (TV-serie) (1 avsnitt)
- 2008 – Boston Legal (TV-serie) (1 avsnitt)
- 2008 – Criminal Minds (TV-serie) (1 avsnitt)
- 2008 – Jericho (TV-serie) (3 avsnitt)
- 2008 – Taken
- 2008–2013 – The Mentalist (TV-serie) (5 avsnitt)
- 2009 – Batman: Den tappre och modige (TV-serie) (1 avsnitt)
- 2009 – Medium (TV-serie) (1 avsnitt)
- 2009 – The Closer (TV-serie) (1 avsnitt)
- 2009 – Year One
- 2010 – Faster
- 2010 – Kick-Ass
- 2010–2012 – Nikita (TV-serie) (45 avsnitt)
- 2011 – Seeking Justice
- 2014 – Transcendence
- 2015–2016 – Aquarius (TV-serie) (3 avsnitt)
- 2016 – Allegiant
- 2016–2018 – The Walking Dead (TV-serie) (15 avsnitt)
- 2018 – Supergirl (TV-serie) (1 avsnitt)
- 2020 – Bull (TV-serie) (1 avsnitt)
- 2020 – MacGyver (TV-serie) (1 avsnitt)
- 2023 – The Mandalorian (TV-serie) (1 avsnitt)